# Johann Friedrich Waitz von Eschen
Johann Friedrich Freiherr Waitz von Eschen, geboren als Johann Friedrich von Hilchen (* 19. Oktober 1706 in Sontra; † 13. Juli 1781 in Bad Nauheim) war ein deutscher Gutsbesitzer und landgräflicher Hofkammerrat und Oberamtmann.

## Leben

### Herkunft und Familie
Johann Friedrich Waitz von Eschen wurde als Sohn des fürstlich Hessen-rotenburgischen Amtmanns Georg Leo Hilchen (1674–1741) und dessen Ehefrau Maria Elisabeth Bourdon (1685–1750) geboren.
Am 11. August 1744 heiratete er in Kassel Carolina Dorothea Magdalena Reichsfreiin Waitz von Eschen (1727–1786, Tochter des Jacob Sigismund Waitz von Eschen (1698–1776) und der Eleonore Sophie Zumbe). Aus der Ehe sind drei Töchter und die Söhne Friedrich Sigismund (1745–1808), Carl August (1747–1805, Hessen-kasselscher Major), Johann Friedrich († 1804, württembergischer Kammerrat), Wilhelm (1752–1794, Forstmeister) und Johann Philipp (geheimer Oberbergrat) hervorgegangen. Sie gelangten in hohe Stellen im hessischen und preußischen Staatsdienst und erwarben ein ansehnliches Vermögen. In Mecklenburg blühen die Familienzweige heute noch.
1768 wurde er von seinem Schwiegervater Jacob Sigismund Waitz von Eschen, nachdem dieser alle acht Söhne verloren hatte, mit kaiserlicher Genehmigung mit der Namensführung Waitz von Eschen genannt von Hilchen an Kindes statt angenommen; später ließen er und seine Nachkommen den Namenszusatz fallen.

### Wirken
Er trat wie seine Vorfahren in die Dienste der Landgrafen von Hessen-Kassel und wurde zunächst Hessen-rotenburgischer Amtmann zu Sontra. In dieser Funktion war er der Leiter der Verwaltung in seinem Amtsbereich und unmittelbar dem Landesherrn unterstellt. Später wurde er hessisch-hanauischer Oberkammerrat und Oberamtmann zu Nauheim. Zu seinen Aufgaben gehörten neben persönlicher Handreichungen und Begleitung des Landesherrn auf Reisen auch die Organisation von Privataudienzen sowie die Entgegennahme von Bittschriften.
Darüber hinaus war er wie sein Schwiegervater Direktor der Salzwerke in der Landgrafschaft.

### Auszeichnungen
- 17. April 1768 Erhebung in den Reichsadelsstand